# Kicune

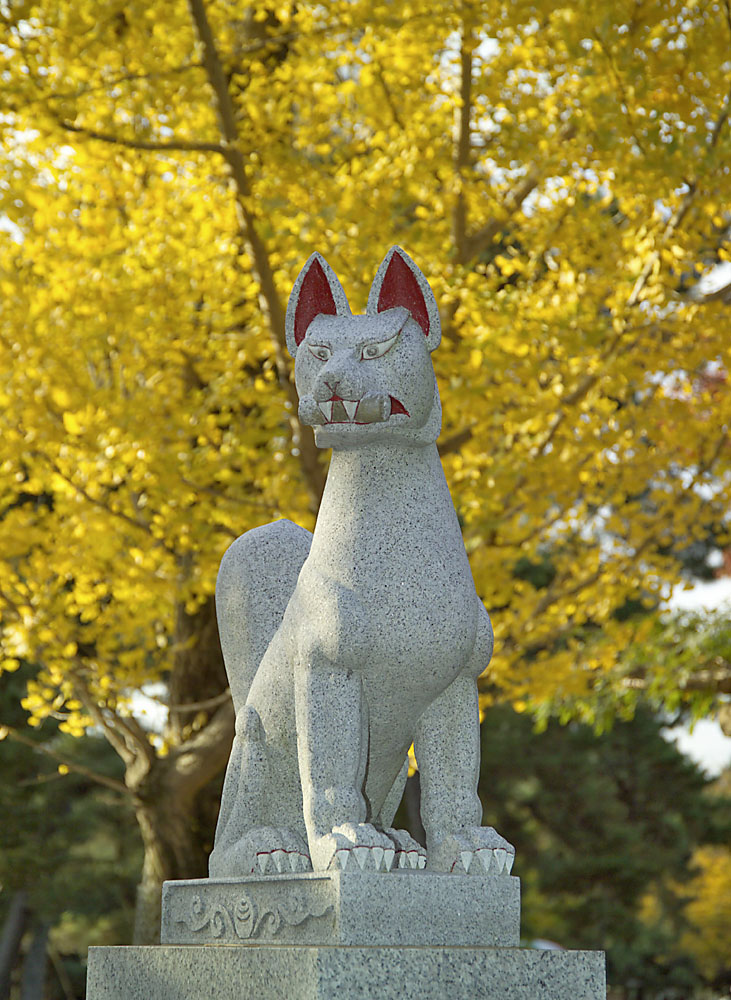
Socha Kicune v šintoistické svatyni bohyně Inari u buddhistického chrámu Tódaidži v Naře

Kicune (japonsky: 狐) je tradiční postava japonské mytologie, toto slovo znamená v japonštině „liška“. Příběhy jej popisují jako inteligentního tvora s magickými schopnostmi, které se zvyšují s věkem a zkušenostmi. Mezi jeho schopnostmi vyniká především transformace do lidské podoby, ve které obvykle lidi ošálí, ale některé příběhy jej popisují i jako věrného ochránce, přítele, milence a manželku.
Kicune též bývají spojovány s Inarim, kterému slouží jako poslové.
V lidské podobě mají jeden hmotný ocas, a podle toho jakou mají moc, tak tolik mají nehmotných, průsvitných ocasů.

## Charakteristika
O liškách se traduje, že jsou obdařeny vyšším rozumem, dlouhým životem a kouzelnými schopnostmi. Bývají řazeny mezi jókai či duchovní bytosti, a samotné slovo kicune se často překládá do jiných jazyků jako liščí duch. To ovšem neznamená, že by kicune byli duchové, ani že by byli od základu odlišní od běžných lišek. Slovo duch je použito, aby odráželo skutečnost, že kicune nabývají nadpřirozených schopností.
Existují dvě základní skupiny. Zenko (善狐, dobrá liška) jsou laskavé, božské lišky spojované s božstvem Inari. Proto bývají někdy nazývány též Inariho lišky. Na druhé straně jako (野狐, divoká liška) bývají zlomyslné a lstivé. Místní tradice zahrnují ještě další druhy, například ninko je neviditelný liščí duch, kterého může člověk spatřit jen pokud jej ninko ovládne. Jiné tradice rozdělují kicune do třinácti skupin podle nadpřirozených schopností, které ovládají.
Kicune se také vyznačují tím, že mohou mít až devět ocasů. Obecně platí, že více ocasů značí starší a mocnější lišku; podle některých příběhů dorůstají až když liška dosáhne věku 1000 let. Nejčastěji se v příbězích objevují kicune s jedním, pěti, sedmi a devíti ocasy. Když liška získá devátý ocas, její srst se zbarví bíle nebo zlatě. Tyto takzvané kjúbi no kicune (九尾の狐, devítiocasá liška) pak získávají schopnost vidět a slyšet cokoli, co se děje kdekoli na světě. Také jim bývá přisuzována neomezená moudrost (omniscience).
Kicune na sebe mohou brát lidskou podobu, což je dovednost, kterou získávají v určitém věku – obvykle se uvádí 100 nebo 50 let. Přeměna vyžaduje, aby si liška zakryla hlavu rákosem, velkým listem nebo lebkou. Kicune na sebe obvykle berou podobu krásných žen, mladých dívek nebo starších mužů. Výsledná podoba není omezována ani věkem ani pohlavím lišky, a dokonce na sebe mohou vzít podobu konkrétního člověka. Obzvláště proslulá jsou zosobnění krásných žen. Ve středověkém Japonsku se dokonce věřilo, že kterákoli žena, kterou potkáte samotnou venku, obzvláště za soumraku nebo v noci, může být kicune.
V čínské a korejské mytologii jsou rovněž známy lišky, mající nadpřirozené schopnosti a proměňující se na lidské bytosti. Obvykle jsou známy pod čínským jménem hu li. Na rozdíl od japonských kicune jsou zpravidla vůči lidem nepřátelské a někdy jsou popisovány jako démoni, živící se lidským masem. Podle čínské tradice je nejmocnější bílá devítiocasá liška, což byla pravá podoba Tan ťi, poslední královny dynastie Šang. V čínské legendě Feng šen jan ji se vypráví o tom, jak krutá a rozmařilá Tan ťi přivodila zkázu dynastie Šang.